# Bryum mirabile
Bryum mirabile är en bladmossart som beskrevs av C. Müller 1883. Bryum mirabile ingår i släktet bryummossor, och familjen Bryaceae. Inga underarter finns listade i Catalogue of Life.